# Kongens Mose
Kongens Mose er en af landets største højmoser, og beliggende syd for Løgumkloster. Mosen er en del af et større naturområde der også omfatter Draved Skov. For at bevare mosen er der gennemført et større genopretningsprojekt . 
Naturgenoprettelsen fortsætter i 2020 med et areal på 160 hektar, hvoraf omkring halvdelen  har været intensivt dyrket landbrugsjord,  der  genskabes som højmose. Det samlede naturområde kommer så på omkring 400 hektar.  
Kongens Mose og Draved Skov er et fredet naturområdet som det også er muligt at udnytte rekreativ med bl.a. handikapvenligt udsigtstårn ved mosen .
Området er en del af Natura 2000-område nr. 99: Kongens Mose og Draved Skov og er både habitatområde (H88) og fuglebeskyttelsesområde  (F61).  Kongens Mose blev i 2022 udpeget til en del af den 564 hektar store naturnationalpark Draved Skov og Kongens Mose.